# الموسكة (السدة)

تعديل مصدري - تعديل

الموسكة محلة تابعة لقرية الحرف، التابعة لعزلة وادي الحبالي بمديرية السدة إحدى مديريات محافظة إب في الجمهورية اليمنية.، بلغ تعداد سكانها 48 حسب تعداد اليمن لعام 2004.